# Кузнецов, Алексей Николаевич (футболист)
Алексей Николаевич Кузнецов (укр. Олексій Николаевич Кузнецов; род. 23 февраля 1976, Армянск, Крымская область) — украинский футболист, защитник.

## Биография
Воспитанник симферопольского Училища олимпийского резерва, где занимался с 1991 по 1994 год. Начал карьеру в 1993 году в составе «Таврии». В Высшей лиге Украины дебютировал 8 августа 1993 года в матче против кременчугского «Кремня» (1:0). Не став игроком основного состава, Кузнецов дважды был отдан в аренду в клубы Второй лиги Украины — сначала в армянский «Титан», а затем в сакское «Динамо». В 1997 году он перешёл в «Титан» на постоянной основе, а спустя два года вернулся в «Таврию», но там вновь не стал игроком основы и перешёл обратно в «Титан». Вместе с командой стал финалистом Кубка Второй лиги Украины сезона 2000/01.
В 2002 году присоединился к молодёжненской «Крымтеплице» с прошёл путь любительских соревнований до Первой лиги Украины. Зимой 2006 года перешёл в красноперекопский «Химик», где и завершил выступления на профессиональном уровне в 2008 году.

## Достижения
- Победитель Второй лиги Украины: 2004/05
- Финалист Кубка Второй лиги Украины: 2000/01